# Фимин, Юрий Викторович
Юрий Викторович Фимин (род. 2 июля 1967, Прокопьевск, Кемеровская область) — советский, российский хоккеист, нападающий, тренер.

## Биография
Воспитанник прокопьевского «Шахтёра», выступал за команду во второй лиге в сезонах 1983/84 — 1984/85. Сезон 1985/86 провёл в команде «Горняк» Дальнегорск, после чего перешёл в СКА Хабаровск. После победы команды в чемпионате Вооруженных сил СССР 1989 года в Калинине Фимин был приглашён в ЦСКА. После начала сезона 1990/91 решил покинуть клуб. Его приглашали ярославское «Торпедо», «Сибирь», «Авангард», но Фимин вернулся в Хабаровск, где провёл 11 сезонов. Всего за хабаровский клуб провёл 665 матчей, забросил 266 шайб. Играл за «Самородок» Хабаровск (200102), «Южный Урал» Орск (2002/03). В сезоне 2004/05 — играющий тренер команды «Голден Амур» в Азиатской хоккейной лиге, провёл два матча.
Тренер команды «Амур-2» (2003/04, 2005/06 — 2009/10). Начальник команды (2010/11), тренер (2012/13 — 2014/15, 2018/19 — 2019/20), главный тренер (2017/18) команды МХЛ «Амурские тигры». С 2021 года — тренер юношеских команд «Амура».